# Abd-at-Tàyyib (nom)
Abd-at-Tàyyib és un nom masculí teòfor àrab islàmic (àrab: عبد الطيّب, ʿAbd aṭ-Ṭayyib) que literalment significa ‘Servidor del Bo’, essent «el Bo» un atribut de Déu. Si bé Abd-at-Tàyyib és la transcripció normativa en català del nom en àrab clàssic, també se'l pot trobar transcrit Abdul Tayyib, ‘Abdul Tayyieb... normalment per influència de la pronunciació dialectal o seguint altres criteris de transliteració. Com a teòfor, també el duen musulmans no arabòfons que l'han adaptat a les característiques fòniques i gràfiques de la seva llengua.